# بيه كومو (كيبك)
بيه كومو، كيبك (بالإنجليزية: Baie-Comeau)‏ هي مدينة كندية تقع في مقاطعة كيبك. تبلغ مساحة هذه المدينة 338.8823 (كم²)، ويبلغ عدد سكانها 22554 نسمة حسب إحصاء سنة 2006 م، بينما كان يسكنها 23079 نسمة في سنة 2001 م. تحتل هذه المدينة المرتبة رقم 167 بين مدن كندا حسب عدد السكان والمرتبة رقم 46 في المقاطعة. النمو سكاني في هذه المدينة يقدر بـ(-2.3).

## أعلام
- مارتن مولروني
- مانون برياند
- إيف بيلانجر

## وصلات خارجية
- الأطلس الحكومي لكندا
- إحصاءات كندا مع ساعة تعداد السكان